# Henri III de Sayn
Henri III de Sayn (vers 1193 – 1er janvier 1247 à Blankenberg) était comte de Sayn, un comté situé près de la Sieg en Rhénanie-Palatinat en Allemagne.
Le comte Henri III de Sayn fut accusé de luciférisme par l'inquisiteur allemand fanatique Conrad de Marbourg en 1233, mais il eut gain de cause devant un synode convoqué par l'archevêque de Mayence Siegfried III von Eppstein pour juger la cause. Peu après, le 30 juillet, des chevaliers proches du comte Henri assassinèrent l'inquisiteur.

## Dynastie
Henri III de Sayn est le fils de Henri II (1176-1203) à qui il succède et d'Agnès de Saffenburg (1173-1200). Il épousa Mechthild von Landsberg (de) et légua le comté en 1246 aux fils de sa sœur, Adélaïde, mariée à un comte de Sponheim. 
En 1294, la maison de Sayn se divise en deux branches : celle de Jean qui conserve le comté de Sayn et celle d'Engelbert. De la seconde branche descendent tous les comtes de Wittgenstein. La branche de Jean de Sayn s'éteint en 1606 avec la mort du comte Henri IV. Le comté de Sayn passe alors à la succession des comtes de Wittgenstein par mariage.
Une description complète de la descendance des comtes de Sayn est faite à la source suivante.